# Ectropis celsicola
Ectropis celsicola är en fjärilsart som beskrevs av Claude Herbulot 1972. Ectropis celsicola ingår i släktet Ectropis och familjen mätare. Inga underarter finns listade i Catalogue of Life.